# جامعة ليون (إسبانيا)
جامعة ليون هي جامعة إسبانية عامة مكونة من الحرم الجامعي في ليون وبونفيرادا .
وضعت بذرة الجامعة في عام 1843م، وذلك عندما أنشئت المدرسة العادية للمعلمين أو المدرسة الفرعية للطب البيطري، التي تأسست في عام 1852، ووضع أسس جامعة ليون المستقبلية. أُسِّسَت في عام 1979 كتقسيم لجامعة أوفييدو، من مختلف المدارس والكليات التي تعتمد على ذلك، إلى حد ما موجودة منذ فترة طويلة في مدينة ليون .
في السنوات الأخيرة، وقعت الجامعة اتفاقيات تعاون مهمة، من بينها تلك التي وقعت مع جامعة واشنطن، والتي سمحت بوضع ليون في المقر الأوروبي الثاني لهذه الجامعة لتعلم اللغة الإسبانية، بسعة 500 طالب، ووقعت مع جامعة شيانغتان، والتي أدت إلى إنشائها في مدينة معهد كونفوشيوس .

## الكليات والمدارس
تضم جامعة ليون ثماني كليات وست مدارس ومدارس خاصة. كما أن لديها مدرسة للغات، ومركز لتكنولوجيا المعلومات، يدعى كاري تيك، حيث يقع حاسوب كاليندولا العملاق. يرتبط المستشفى البيطري في قشتالة وليون أيضًا بالجامعة.
- كلية العلوم البيطرية[5][6]
- كلية العلوم البيولوجية والبيئية [7][8]
- كلية الحقوق[9][10]
- كلية الآداب[11][12]
- كلية الاقتصاد وإدارة الأعمال[13][14]
- كلية دراسات العمل[15]
- كلية الهندسة الصناعية وتكنولوجيا المعلومات[16]
- المدرسة العليا والتقنية لهندسة التعدين[17][18]
- المدرسة العليا والتقنية للهندسة الزراعية[19][20]
- كلية التربية [21] [22]
- الجامعة الجامعية للعلوم الصحية [23]
- المدرسة الجامعية للعمل الاجتماعي (مركز وكالة أنباء)[24][25]
- كلية علوم النشاط البدني والرياضة[26][27]
- المدرسة الجامعية للسياحة، ليون (المركز المنتسب)
- المدرسة الجامعية للسياحة، بونفيرادا (مركز وكالة أنباء)

## روابط خارجية
- http://www.unileon.es/en